# Barreirinha
Barreirinha là một đô thị thuộc bang Amazonas, Brasil. Đô thị này có diện tích 5750,53 km², dân số năm 2007 là 27092 người, mật độ 4,71 người/km².